# Gräventjärnen, Ångermanland
Gräventjärnen är en sjö i Strömsunds kommun i Ångermanland och ingår i Ångermanälvens huvudavrinningsområde.